# NGC 371
NGC 371 là cụm sao mở cách Trái Đất khoảng 200.000 năm ánh sáng (61.320 pc) nằm trong Đám mây Magellan nhỏ.